# 라플라스의 도깨비
라플라스의 도깨비(영어: Laplace's demon) 또는 라플라스의 악마는 프랑스의 수학자 피에르 시몽 라플라스 (1749년 3월 23일~1827년 3월 5일)가 상상한 가상의 존재이다. 1814년에 발행된 그의 에세이 “대략적인 혹은 과학적인 결정론의 표현”에는 "우주에 있는 모든 원자의 정확한 위치와 운동량을 알고 있는 존재가 있다면, 이것은 뉴턴의 운동 법칙을 이용해, 과거, 현재의 모든 현상을 설명해주고 미래까지 예언할 수 있다."는 말이 나온다. 쉽게 말해 라플라스의 도깨비는 '현재에 대해서 모든 것을 알고, 그것을 통해 미래를 유추하는 존재'이다. 만약 이 누군가가 전 우주의 모든 원자들의 정확한 위치와 운동량을 알고 있다면 고전 역학의 법칙들로 그 원자들의 그 어떤 과거나 미래의 물리 값도 알아낼 수 있다는 것이다. 후기의 전기 작가들이 이러한 능력을 지닌 존재를 일컬어 도깨비(demon)라는 이름을 지어 주었다.

## 단어의 기원과 변천사

### 기원
- 고트프리트 빌헬름 라이프니츠

고트프리트 빌헬름 라이프니츠 (1646년 7월 1일 ~ 1716년 11월 14일)는
마치 모든 시대가 신의 마음속에 있는 것으로 생각되듯이 모든 시대의 사건들을 볼 수 있는 과학자를 상상했으며 그는 다음과 같이 말했다.
| “ | 모든 것은 수학적으로 진행된다... 만약 누군가가 사물들의 내부를 볼 수 있는 충분한 통찰력을 가질 수 있다면, 그리고 더욱이 모든 상황을 생각하고 그것들을 고려할 수 있는 충분한 기억력과 지식을 가진다면 그는 예언가가 되고 거울에서처럼 현재에 미래를 볼 수 있을 것이다. | ” |

- 루제르 요시프 보슈코비치

거의 알려지지 않은 크로아티아의 과학자 루제르 요시프 보슈코비치(1711 ~ 1787)는 원자이론을 개발했다. 그리고 모든 원자들의 위치, 속도, 힘을 안다는 것의 의미를 이해했다.
| “ | 물질의 어떠한 위치는, 임의의 의지의 운동으로부터 발생하는 자유운동은 제외하고, 어떤 연속적인 곡선을 그린다. 그리고 그것의 결정은 다음과 같은 일반적인 문제로 축소될 수 있다. 물질의 많은 점들이 주어지고, 그리고 그 각각에 대해 그것이 어는 주어진 시간의 순간에 점유하고 있는 공간의 점들이 주어질 때; 또한 만일 그것들이 던졌을 때 초기 운동의 방향과 속도가 주어진다면 또는 그들이 이미 운동하고 있을 때 접점속도가 주어진다면; 그리고 나의 그러한 이론을 포함하고 있는 연속된 곡선에 의해서 표현된 힘의 법칙이 주어진다면; 그 점들 각각의 길을 찾는 것이 필요하다. 즉 그들 각각이 따라 움직이는 선.[...] 지금 그러한 종류의 문제가 인간 지성의 모든 힘들을 능가한다고 할지라도, 그러나 어떠한 기하학자라도 여태까지 그 문제는 결정론적이고 그리고 그러한 곡선들은 모두 연속적일 것이라고 쉽게 알 수 있다.[...] 그리고 적절한 방법으로 그러한 문제를 다루는데 필요한 힘들을 가지고 있는 지성은 그것의 해결책을 지각하기에 충분히 명석하다. (그리고 만일 점들의 수가 한정되어 있고 힘의 법칙을 묘사하는 곡선의 개념이 한정된 묘사에 의해서 주어진다면, 그러한 지성은 한정되기조차 할지도 모른다.), 나는 그러한 지성이 시간의 간격에서 묘사되는 연속적인 호로부터, 물질의 모든 점들에 의해서, 아무리 작다 할지라도, 힘의 법칙 그 자체를 이끌어낼 수 있을지도 모른다고 말한다.; [...] 지금 만약 힘의 법칙이 알려진다면, 어느 주어진 순간에 모든 점들의 위치, 속도, 방향, 이러한 종류의 지성이 모든 필요한 부차적인 운동, 상태들을 예견하고 반드시 그들로부터 뒤따르는 모든 현상을 예측하는 것이 가능할 것이다. | ” |
|   | — Carlo Cercignani, Ludwig Boltzmann, A Theory of Natural Philosophy, 1763, MIT Press (1960) |   |

### 변천사
- 라플라스의 도깨비 (1814년)

라플라스는 1814년 그의 에세이의 도입부분에서 라이프니츠의 아이디어를 확장시켰다. 이제는 라플라스의 도깨비로 유명한 이 아이디어는 가능한 미래는 하나라는 엄밀한 물리적 결정론의 정의이다.
그는 여기서 우주에 있는 모든 분자들에 관한 위치, 속도, 힘을 알 수 있는 초-지식의 존재를 가정한다. 이 초-지식으로 모든 시대의 우주를 알 수 있다. 라플라스가 주장한 이 개념의 아이디어만을 본다면 우리는 라플라스의 악마를 선견을 가진 신의 보다 세속적인 대체물로 볼 수 있는 것이다. 하지만 이 개념은 실현되기 위해서는 수집 되는 것이 불가능할 정도로 비현실적인 엄청난 양의 정보가 필요할 것이다, 혹은 그런 수많은 정보가 보관될 만한 곳이 없다는 등의 이유로 발표되는 즉시 비판을 받아왔다.
라플라스의 이 견해에서 과거와 현재는 항상 정확하게 같은 양의 지식과 정보를 가지고 있다. 이것은 정보를 자연의 상수로 만들고, 지금도 몇몇의 수학자들은 정보는 질량과 에너지 보존과 같이 보존되는 하나의 양이라고 생각한다.
- 켈빈 경의 열죽음 개념

열역학법칙의 발견에 뒤이어서 윌리엄 톰슨(캘빈 경, William Thomson)은 우주가 궁극적으로는 계에 존재하는 에너지를 열운동으로 모두 발산시켜 소모할 것이라고 주장했다. 헤르만 폰 헬름홀츠(Hermann Ludwig Ferdinand von Helmholtz, 1821년 -1894년)는 이것에 열죽음이라는 이름을 붙였다. 그리고 이에 수학자들은 만일 시간이 역행한다면 엔트로피의 형태로 사라진 정보가 회복되는 것이 엄밀하게는 가능하다고 말하고는 했다.
만일 우주가 닫힌 계라면 켈빈의 주장은 옳을지도 모른다. 그러나 우리의 열려있고 확장되는 우주에서 데이비드 레이저(David Layzer)는 가능한 최대의 엔트로피는 실제의 엔트로피보다 더 빠르게 증가하고 있다는 것을 보여주었다. 가능한 최대의 엔트로피와 현재의 엔트로피 간의 차이점은 부의 엔트로피라고 불리고, 이는 복잡하고 안정된 정보구조에 대한 가능성을 열어놓는다. 아래는 데이비드 레이저의 개념이다.
- 데이비드 레이저 의 개념

현재 우리가 우주를 이해하는 두 개의 키워드는 열 탄생과 차가운 죽음이고, 이 둘로 인하여 우리는 지금 라플라스의 도깨비가 불가능한 개념이라는 것을 안다. 거기다가 최근 들어서 이 불가능성에 두 가지의 근거가 더해졌는데, 그 중 하나는 현재 양자물리학은 선천적으로 비결정적이라는 것이다. 비록 미래가 적당히 결정적일지라도 미래는 오직 확률적이다. 또 다른 하나는 과거(초기 우주)에는 현재를 결정지을 수 있는 충분한 정보가 없다는 것이다. 고정된 과거와 자연의 법칙은 최근의 철학적인 논쟁에도 불구하고 아무것도 미리 결정할 수 없는데, 이와 마찬가지로 현재의 정보 또한 미래를 결정할 수 없다. 미래는 열려 있고, 우리는 그것을 창조하는 것이다.
이로부터 결정론(모든 인간의 결정 및 행동을 포함해서 모든 사건이나 일들의 상태는 전제 상태의 필연적이고 불가피한 결과라는 철학적 아이디어)는 사실이 아니라는 것이 추론된다.

## 라플라스의 도깨비에 대한 엇갈리는 의견들

### 부정적인 견해
‘상식의 배반’이라는 훌륭한 책에서 던칸 와츠는 복잡한 세계에서 예측의 어리석음에 대해서 썼다. 우주의 중력법칙과 함께 운동의 3가지 법칙에서부터 시작해보면, 아이작 뉴턴은 케플러의 행성운동 법칙뿐만 아니라 조수의 시간, 포물체의 궤적, 정말로 놀라운 다른 자연현상의 배열들을 추론할 수 있었다. 그것은 훌륭한 과학적 업적이었지만, 또한 어울리기 힘들다고 판명된 수학적 법칙에 의해 성취될 수 있다는 기대도 설정하였다. 행성의 움직임, 조수의 시간 이러한 것들은 예측할 수 있기에 놀라운 것들이다. 그러나 아마도 전자의 진동 또는 빛이 어떤 거리를 여행하는데 필요한 시간들은 제외하고 현상들은 또한 모든 자연에서 가장 잘 예측할 수 있는 것이다. 그러나 이러한 운동들을 예측하는 것은 과학자들과 수학자들이 그들의 견해를 설정한 첫 번째 문제들이며 그들은 놀라운 성공을 거두었기 때문에 모든 것을 이와 같은 방법으로 적용될 것이 라고 결론 짓는 것은 유혹적일 수 있었다. 뉴턴이 썼듯이 :
만일 오직 우리가 같은 종류의 추론에 의해서 수학법칙으로부터 다른 자연의 현상을 추론할 수 있을까? 많은 것들이 나로 하여금 모든 현상이 아직 알려지지 않은 원인에 의해서 물체의 분자들이 서로를 향하여 밀어내거나 일정한 형태로 응집하는 또는 서로 반발하고 물러나는 어떤 힘에 의존할 지도 모른다는 의심을 같게 이끈다.
1세기 후에 프랑스 수학자이자 천문학자 라플라스는 사실상 뉴턴의 체계는 미래의 예측력(심지어 우주의 미래조차)을 단지 계산의 문제로 축소시킨다고 주장하면서 뉴턴의 견해를 논리적 극단으로 밀어부쳤다. 라플라스는 운동의 본질‘ 그리고 자연을 구성하는 모든 아이템들의 모든 위치 을 결정하는 모든 힘을 알 수 있는 지성을 상상했다. 라플라스는 그러한 지성을 위한 어떤 것도 확실하지 않고 과거와 꼭 같은 미래는 그것의 눈앞에 나타날 것이라고 이야기 했다.
라플라스 상상의 지성은 궁극적으로 라플라스의 악마라는 이름을 얻었고 그것은 지금까지 미래에 대한 인류의 견해의 가장자리 주변에 숨겨져 왔다. 철학자들에게 악마는 논쟁의 여지가 있다. 왜냐하면 미래의 예측을 기계적 실행으로 축소할 때 그것은 인간에게서 자유의지를 박탈하기 때문이다. 그러나 그것이 증명되었듯이 그들은 너무 많이 걱정을 한다. 열역학의 두 번째 법칙을 이야기 해보고 양자역학과 마지막으로 카오스이론을 계속해보면 라플라스의 규칙적인 우주의 아이디어 그리고 그것과 함께 자유의지에 관한 관계는 지금 한세기보다 더 오랫동안 후퇴하고 있다. 그러나 그것이 악마는 사라졌다는 것을 의미하지는 않는다. 자유의지에 관한 논쟁에도 불구하고 정확한 데이터에 적용된 자연의 법칙은 미래를 예측하기 위해서 사용될 수 있다. 사람들은 물론 문명초기부터 미래에 대한 예측을 해 왔었지만 라플라스의 허풍과 다른 것은 그것은 라프라스만이 가지고 있는 마법적인 힘 혹은 심지어 특별한 통찰력에 대한 어떠한 주장에도 기초하지 않는다는 것이다. 오히려 그것은 오직 원칙적으로 어떤 사람이나 습득할 수 있는 과학적 법칙의 존재에 의존한다. 그래서 예언 한때는 예언가와 신비주의자의 영역이었던 예측은 객관적이고 합리적인 현대과학의 영역으로 들어왔다.
그러나 그렇게 할 때 악마는 두 가지 다른 종류의 과정 사이에 중요한 차이점을 흐리게 만든다. 그리고 나는 논쟁을 위해서 그 차이들을 간단한 것과 복잡한 것이라고 부른다. 간단한 시스템은 모델이 우리들이 관찰하는 것에서 모든 또는 대부분의 변수들을 포착할 수 있는 시스템이다. 그러므로 비록 그것이 그러한 것들을 모델화하고 예측하는데 반드시 간단한 문제가 아닐지라도, 진자의 진동과 위성의 궤도는 이러한 면에서 간단하다. 다소 역설적으로 사실 과학에서 가장 복잡한 모델들(행성간의 우주 탐사기의 포물선 운동을 예측하는 또는 GPS장치의 위치를 찾아내는 모델들)은 종종 비교적 간단한 과정으로 설명한다. 통신위성의 궤도를 주관하는 운동의 기본 방정식 또는 항공기 날개의 들어올리기는 고등학교 물리학 학생들에 가르칠 수 있다. 그러나 좋은 모델과 약간 더 좋은 모델 사이의 성과의 차이는 중대할 수 있기 때문에 위성GPS 시스템과 747비행기를 만들기 위해서 사용되는 실제모델은 모든 종류의 작은 수정도 생각할 필요가 있고 그리고 나서 결국은 훨씬 더 복잡하게 된다. 예를 들어 1999년에 나사 화성 기후 탐사선이 불타고 화성대기에서 분해되었을 때, 그 재난은 탐사선을 화성의 표면으로부터 140km대신에 60km의 궤도로 올려놓는 단순한 프로그램 실수(미터법대신에 영국도량형을 사용함)로 밝혀졌다. 당신이 화성에 도달하기 위해서 궤도는 먼저 5천만 km를 가로질러야 한다는 것을 고려할 때, 그러한 양의 실수는 별거 아닐지도 모른다. 그러나 그것은 나사의 승리의 성공과 당황스러운 실패 사이의 차이이다.
복잡계(복잡한 시스템; 현실문제에 가까운 복잡성을 가진 시스템)는 완전히 다른 문제이다. 복잡계를 복잡하게 만드는 원인에 대해 의견이 일치되지 않지만, 일반적으로 복잡성은 비선형적인 방법으로 상호 관련된 많은 독립적 요소로부터 발생한다. 예를 들어 미국 경제는 수십만 회사, 수천 개의 정부기관, 그리고 수많은 다른 외적, 내적 요소들뿐만 아니라 수백만 사람들의 개인적 행동의 산물이다. 그리고 그것은 텍사스의 기후로부터 중국의 이자율까지에 이른다. 경제의 궤도를 모델링하는 것은 로켓의 궤도를 모델링하는 것과는 다르다. 복잡계에서는 시스템의 한 부분에서 작은 장애가 어디선가 큰 결과를 초래하게 확대될 수 있다.(카오스이론에서의 축적된 이점과 비예측성의 초기 토론에서 나온 나비효과). 복잡계에서 모든 작은 요소들이 잠재적으로 예기치 못한 면에서 확대될 수 있을 때, 모델로부터 예측할 수 있는 것들이 너무 많다. 결과적으로 복잡계의 모델은 오히려 단순한 경향이 있다. (그것은 즉 단순한 모델이 좋은 성과를 내기 때문이 아니라 점차적인 개선이 존재하는 엄청난 실수에 직면할 때 거의 차이점이 없기 때문이다.) 예를 들어 경제학자들은 화성기후 탐사선의 파괴를 이끈 것과 같은 정도의 정확성만이라도 가지는 경제 모델링을 꿈꾸고 있다. 그러나 문제는 그들의 모델이 나쁘다기보다는 차라리 복잡한 모델이 나쁘다는 것이다.
그러므로 라플라스 관점의 치명적인 결점은 그의 악마가 오직 단순계(단순한 시스템)에서만 효과가 있다는 것이다. 그러나 사회세계에서 매우 많은 것(마케팅활동의 효과에서 어떠한 경제정책의 결과 또는 회사 계획의 성과)는 복잡계의 범주로 빠져들고 있다. 사람들이 함께 모일 때마다(사회적 모임, 스포츠군중, 기업들, 자원봉사조직, 시장, 정당, 혹은 전체의 사회조차)서로의 생각과 행동에 영향을 미친다. 사회시스템을 먼저 사회적으로 만든 것은 바로 이러한 상호관계이다.(왜냐하면 그들은 사람의 무리가 단지 사람의 집합이라기보다는 중요한 것으로 만들기 때문이다.) 그러나 그러한 과정에서 그들은 또한 굉장한 복잡성을 산출한다.

## 최근의 경황

### 불확정성의 원리
라플라스의 사고실험은 결정론에 대한 추정을 하고 있고, 이로 인해 라플라스의 사고실험은 확률이 세계의 해석에 있어서 결정적인 역할을 하는 양자역학적 이론들과는 필연적으로 양립 불가능하다. 1927년 베르너 하이젠베르크는 우리가 현재 불확정성의 원리라고 일컫는 물리법칙을 발견해내었다. 이는 한 물체에 대해서 위치와 운동량을 동시에 정확하게 아는 것은 불가능하다는 원리인데, 이 원리로 인해 자연에는 우리가 넘을 수 없는 측정의 한계가 있으며 그것은 기술이나 방법상의 문제가 아니라 자연의 본질임이 밝혀졌다. 이로 인해 라플라스의 도깨비라는 개념은 고전물리와 함께 폐기된 개념이 되었다.

### 최근 과학자들이 보는 시선 (과학의 인식론적 이상)
최근 들어 우주의 계산능력의 한계 -무한한 양의 정보를 계산하기 위해서 라플라스의 도깨비가 가져야 할 계산능력- 이 제안되었다. 그 한계값은 우주의 최대 엔트로피값, 빛의 속도, 플랑크 길이만큼 정보를 움직이는 데 드는 최소한의 시간에 기초를 두고 있으며, 그 값은 대략적으로 10^120 비트 정도 될 것으로 보였다. 이에 따르면 위에서 계산된 것보다 많은 데이터의 양을 가지고 있는 모든 물체는 지금까지 우주에서 흐른 시간을 모두 소요한다 하더라도 정확히 계산될 수 없다.
하지만 만일 라플라스의 도깨비가 평행우주나 대체 차원에 머무르면서 그곳에서 나타난 데이터를 알아낼 수 있고, 대체적이고 보다 거대한 연대표에서 필요한 계산을 할 수 있다고 한다면 이 앞서 언급한 시간 제한은 의미가 없을 것임을 제안하는 또 다른 이론이 존재한다. 이 입장은 데이빗이 쓴 책에서 예시를 이용해 설명되어 있는데, 여기서 그는 300-qubit의 양자컴퓨터가 수행하는 계산으로 평행우주의 존재를 증명할 수 있을 것이라고 말한다. 이처럼 라플라스의 도깨비와 결정론은 아직도 학계에서 다방면으로 의견이 분분한 주제이다.

## 문화와 학문에 끼친 영향

### 대중매체, 책, 영화
- 2015년 일본의 작가 히가시노 게이고가 라플라스의 도깨비를 소재로 한 소설 <라플라스의 마녀>를 집필했다.
- 2018년 히가시노 게이고의 소설 <라플라스의 마녀>를 원작으로 한 영화 <라플라스의 마녀> 가 일본에서 개봉되고, 이어 2019년 5월 9일 한국에서도 개봉되었다.
- 1993년 발매된, ‘라플라스의 도깨비’라는 이름의 SNES 비디오 게임이 존재한다.
- ‘은하수를 여행하는 히치하이커를 위한 안내서’의 다섯 번째 책인 ‘대체로 무해함’에는 마크 II라는 이름의 지구 대체 컴퓨터가 나오는데, 이 컴퓨터는 모든 시간과 물질, 나아가 전 우주를 인지하고 있는 존재로써 라플라스의 도깨비와 비슷한 이미지를 가지고 작품에 등장한다. 또한 위 작품에는 ‘모든 관점 보텍스’라는 기계의 이야기도 나오는데, 이 기계는 우주의 모든 물질 조각은 우주의 다른 물질 조각에 의해 어떤 식으로든 영향을 받는다는 공리를 이용해 케이크 한 조각에서 추정해낸 현실 세계 전체를 가상현실로 보여준다.
- 피치-핏의 로젠 메이든이라는 만화에는 로젠 메이든의 미션을 수수께끼의 형태로 알려주는 ‘라플라스의 악마’라는 등장인물이 존재한다. 그는 R.캐롤의 작품인 이상한 나라의 앨리스에 나오는 것 같이 턱시도를 입고 있는 흰 토끼의 모습을 하고 있지만, 실제 작품 중에서의 역할은 동일 작품에 등장하는 체셔 고양이에 더 가깝다.
- Adam Fawer의 “Improbable : a Novel”에서는 주인공이 라플라스의 도깨비의 화신이 된다.
- Allan Moore의 Watchmen에 나오는 닥터 맨해튼은 과거, 현재와 미래를 인식할 수 있고, 극중에서 라플라스의 도깨비와 비슷한 인물로 그려진다.

## 같이 보기
- 철학적 회의주의
- 역설(패러독스)
- 사고실험
  - 악마 (사고실험)(영어판)
- 과학사 4대 악마
  - 맥스웰의 악마
  - 데카르트의 악마(en:Evil demon, Descartes’ malicious demon)
  - 다윈의 악마(영어판)